# Cynolebias itapicuruensis
 Cynolebias itapicuruensis és un peix de la família dels rivúlids i de l'ordre dels ciprinodontiformes.

## Morfologia
Els mascles poden assolir els 8,7 cm de longitud total i les femelles els 6,56.

## Distribució geogràfica
Es troba a Sud-amèrica: Brasil.